# Емілій Веакіс
Емілій Веакіс (грец. Αιμίλιος Βεάκης; 1884, Пірей — 29 червня 1951, Афіни) — один з найвидатніших грецьких акторів, засновників сучасного грецького театрального мистецтва.

## Біографія
Він був сином сценариста Іоанніса Веакіса. Від 1910 року навчався у Королівській театральній школі. Після розриву із Королівським театром Емілій Веакіс вступив до Великої школи мистецтв, де навчався живопису. У 1901 році він залишив навчання і почав свою кар'єру актора у Волосі із компанією Евангелія Ніка. У 1912—1913 роках брав участь у Балканські війни|Балканських війнах.
Після повернення з фронту Веакіс працював на рівні із найкращими сучасними трупами, на зразок Лепеніотіс, Калогеріку, Котопулі, Ківелі, Економу. Сам здебільшого виконував ролі у класичних трагедіях і драмах. Його кар'єра злетіла після ролі Едіпа у тагедії «Цар Едіп» режисера Фотоса Політіса з Грецького театрального компанії.
Емілій Веакіс брав участь у Русі Опору під час Другої світової війни, він продовжував влаштовувати театральні вистави навіть після Декамвріани. Потім були лише спорадичні появи на великій сцені. Останній виступ Веакіса відбувся у травні 1951 року на сцені Національного театру. Він помер самотнім і бідним, похований на Першому афінському кладовищі.